# Tony Campolo
Anthony Campolo (25. února 1935 Filadelfie, Pensylvánie – 19. listopadu 2024) byl americký sociolog, řečník a baptistický kazatel. Vyučoval sociologii na Pensylvánské univerzitě. Byl častým řečníkem na křesťanských konferencích a čtyřicet let vedl Evangelikální sdružení pro podporu vzdělávání (Evangelical Association for the Promotion of Education). Byl spoluzakladatelem a vůdcem křesťanského hnutí Red-Letter Christians i vlivnou osobností progresivního křídla amerického evangelikalismu. Napsal více než 35 knih.

## Mládí a vzdělání
Tony Campolo vyrůstal v Západní Filadelfii. Jeho otec, Anthony Campolo, přišel do Spojených států z Itálie poté, co jeho rodiče a značná část jeho rodiny zahynula při silném zemětřesení. Jeho matka, Mary Piccerelliová, se narodila v Jižní Filadelfii italským přistěhovalcům z Neapole. Tony Campolo vystudoval Eastern College v roce 1956 a později Eastern Baptist Theological Seminary (nyní Palmer Theological Seminary). Získal doktorát na Temple University.

## Kariéra
Campolo od roku 1964 vyučoval sociologii na Eastern University v St. Davids v Pensylvánii. Nějaký čas také učil na Pensylvánské univerzitě. Je ordinovaným baptistickým kazatelem a evangelistou, v roce 2005 byl jedním z řečníků kongresu Světového svazu baptistů v Birminghamu. Naposledy působil jako kazatel baptistického sboru Mount Carmel v západní Filadelfii.
V roce 1971 založil neziskovou Evangelikální organizaci pro podporu vzdělávání (Evangelical Association for the Promotion of Education, EAPE) s cílem pomáhat „rizikové“ mládeži v centrech amerických velkoměst. Jeho organizace také pomohla založit několik škol a univerzit v Karibiku, zejména v Dominikánské republice a na Haiti. Během čtyřiceti let existence se organizace značně proměnila a mnohé projekty, které EAPE iniciovala, se staly nezávislými a soběstačnými. Ke konci svého působení EAPE poskytovala inspiraci, povzbuzení, financování a technickou podporu širokému spektru křesťanských organizací sloužících zejména chudým. Po 40 letech činnosti bylo rozhodnuto, že EAPE naplnila svůj účel a v roce 2014 byla oficiálně rozpuštěna. Pokračovatelem organizace je od roku 2016 Campolo center for ministry.
V roce 2007 Jim Wallis a Tony Campolo iniciovali vznik hnutí Red Letter Christians Chtěli tak reagovat na chybějící příklad Ježíšova života v konkrétních společenských otázkách. To týká především odstraňování chudoby, budování silných rodin, péče o životní prostředí a v neposlední řadě prosazování sociální spravedlnosti. Tony Campolo a Jim Wallis se odkazovali na Ježíšova slova, neboť ani Ježíš ve své době nenechával tyto otázky stranou, ba právě naopak. Proto byli Campolo a Wallis přesvědčení, že hnutí je reakcí na upadající hodnoty americké společnosti. Hnutí podporuje lidi v církvi povolané ke službě na plný úvazek.
Campolo se rovněž pokoušel o politickou kariéru, když v roce 1976 kandidoval do Kongresu Spojených států za Demokratickou stranu. V silně republikánském obvodu byl poražen republikánem Richardem Schulzem. Za vlády Billa Clintona byl Campolo jedním z Clintonových poradců.
Campolo byl častým řečníkem na křesťanských konferencích a žádaným komentátorem náboženských, politických a sociálních témat. Vystupoval v pořadech Larryho Kinga, Stephena Colberta, Billa Mahera a je zván do různých amerických televizních stanic. V listopadu 2012 obdržel cenu za celoživotní dílo od National Youth Worker's Convention.

## Postoje a názory
Campolo je považován za jednoho z nejvlivnějších vůdců levého křídla evangelikalismu. Vždy jej zajímaly sociální a politické aspekty evangelia, které zdůrazňují osobní proměnu ve vztahu s Ježíšem, a z toho plynoucí sociální důsledky. Kvůli svým názorům se několikrát střetl s vůdci náboženské pravice, jako např. s Jerry Falwellem.
Odmítá umělé potraty, eutanazii, trest smrti a řešení konfliktů válkou. Na druhou stranu je také kritický k liberálním křesťanským denominacím, které podle něj málo zdůrazňují důležitost osobního vztahu s Ježíšem Kristem.
Tony Campolo se také veřejně účastnil debat týkajících se vztahu církve k LGBT lidem. Dříve zastával názor, že gay a lesbičtí křesťané, kteří žijí ve stejnopohlavních svazcích, do církve nepatří. V tom se lišil od své manželky Peggy, která měla názor opačný. V roce 2015 ovšem přehodnotil svůj postoj a rozhodl se pro podporu plného přijetí stejnopohlavních párů v církvi.

## Osobní život
Campolo byl ženatý a s manželkou Peggy žil ve Filadelfii. Měli dvě děti, dceru Lisu a syna Barta. Se svým synem Bartem, který se stal agnostikem, nahrál film Leaving my Father's Faith a sepsal knihu Why I Left, Why I Stayed: Conversations on Christianity Between an Evangelical Father and His Humanist Son.

## Dílo (výběr)
- Following Jesus Without Embarrassing God (1997)
- The Success Fantasy (1980)
- The Power Delusion (1983)
- A Reasonable Faith (1983)
- Letters to a Young Evangelical (2006)
- Red Letter Christians: A Citizen's Guide to Faith and Politics (2008)
- Stories That Feed Your Soul (2010)
- Connecting Like Jesus (2010)
- Red Letter Revolution: What If Jesus Really Meant What He Said? (2012)
- The God of Intimacy and Action: Reconnecting Ancient Spiritual Practices, Evangelicalism and Justice (2013)